# Arthur Mahler

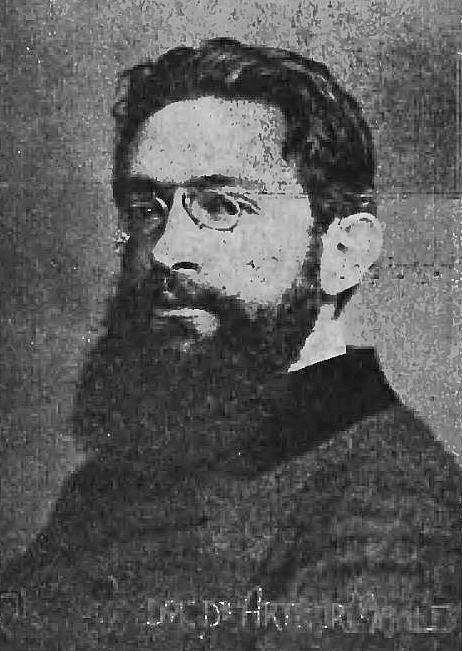
Artur Mahler (vor 1907)

Arthur Mahler (* 1. August 1871 in Prag; † 2. Mai 1916 in Wien) war ein böhmisch-österreichischer Kunsthistoriker, Klassischer Archäologe und Politiker.
Nach seinem Schulabschluss am Gymnasium in Prag studierte Mahler Kunstgeschichte und Archäologie an den Universitäten von Prag und Wien. In Prag wurde er Mitglied der Jüdisch-Akademischen Verbindung Barissa. 1902 wurde er Privatdozent an der deutschen Karl-Ferdinands-Universität in Prag. Er hielt außerdem eine Vorlesungsreihe an der American School for Archeology in Rom. Er war überzeugter Zionist. Mahler war zudem zwischen 1907 und 1911 für die Jüdischnationale Partei Abgeordneter zum Abgeordnetenhaus.

## Schriften (Auswahl)
- Polyklet und seine Schule: Ein Beitrag zur Geschichte der Griechischen Plastik. Leipzig 1902.
- Die Aphrodite von Arles. In: Henry Herbert Armstrong u. a.: Supplementary Papers of the American School of Classical Studies in Rome. Volume 1. Macmillan, New York und London 1905.
- Paintings of the Louvre. Italian and Spanish. New York 1905.[3]
- Rede gehalten in der Universität-Debatte. Unitas, Wien 1908.